# 공주 동원리 석탑
공주 동원리 석탑(公州 東院里 石塔)은 대한민국 충청남도 공주시 동원리라는 마을 위쪽의 밭에 서 있는 삼층석탑이다. 1976년 1월 8일 충청남도의 유형문화재 제49호로 지정되었다.

## 개요
동원리라는 마을 위쪽의 밭에 서 있는 3층 석탑이다. 3면이 산으로 둘러싸인 탑 주변은 기와조각이 흩어져 있을 뿐 다른 유물은 없다.
탑은 2층 기단(基壇) 위에 3층의 탑신(塔身)을 올렸는데, 현재 세번째 탑신은 없어졌다. 1 ·2층 기단과 탑신의 몸돌에는 기둥 모양을 새겼다. 지붕돌은 네 귀퉁이가 살짝 치켜올라 갔고, 밑면에는 4단의 받침을 두었다.
전체적으로 기단과 탑신 몸돌에 새긴 기둥조각 등은 정교하나, 1층 몸돌에 비해 2층 몸돌이 급격히 줄어들어 균형을 이루지 못하고, 또한 3층 몸돌을 잃어버려 아쉬운 감이 있다. 1962년 해체 ·복원시 곱돌로 만든 소탑(小塔)과 동물모양의 돌 등이 발견되어 국립공주박물관에 옮겨 보관하고 있다.
전설에 의하면 고려 중기 신풍현 현감이 풍수지리상 이 마을의 뒤쪽이 트여서 현의 수명이 짧고 동리에 질병이 잦은 것이라 하여 모든 액운을 제거하고자 현감과 주민들이 이 탑을 세웠다고 한다.

## 현지 안내문
이 탑은 고려 초기에 세워진 3층 석탑이다. 3층 부분은 없어졌는데 기단부가 큰 데 비하여 탐의 몸체가 좁고 길어 경쾌한 모습을 보여준다. 세부의 조각기법이 세련되고 정제되어 있다.
주변에 1,200평 정도의 넓은 대지가 있어 옛 절터인 듯한데 기와조각이 나오고 약간의 석재가 나왔다. 1962년 해체 수리할 때 기단부에서 곱돌로 만든 작은 탑과 사자 상이 나왔다.
신풍은 백제시대부터 신풍현의 치소가 있던 곳인데, 이곳은 풍수지리상 동네에 질병이 잦을 것이라 하여 액운을 없애고자 현감과 주민들이 탑을 세웠다고 전한다.

## 참고 자료
- 공주동원리석탑 - 국가유산청 국가유산포털